# Tetřívek pelyňkový
Tetřívek pelyňkový či tetřívek křovinný (Centrocercus urophasianus) je druh hrabavého ptáka z čeledi bažantovití (Phasianidae).

## Popis a chování
Je to velký hrabavý pták z rodu Centrocercus, kam řadíme i tetřívka malého (C. minimus). Ze všech severoamerických tetřívků je největší. Kohouti mají černou hlavu, bílý opeřený límec na krku, a hrudi, žluté vzdušné vaky šedohnědé tělo a špičatá rýdovací pera. Slepice jsou nenápadně zbarvené před predátory. Během toků a námluv se kohouti ozývají bublavými zvuky ze svých vzdušných vaků, svěšují křídla a mají rozprostřená ocasní pera.

## Potrava
Tetřívek pelyňkový se živí částmi různých rostlin a také hmyzem.

## Výskyt
Tetřívek pelyňkový je rozšířen na jihu Kanady a v západní části USA.